# FK Ekranas
Az FK Ekranas, teljes nevén Futbolo Klubas Ekranas egy litván labdarúgócsapat. Székhelyük Panevėžysben van, jelenleg az első osztályban szerepelnek.
A klubot 1964-ben alapították.
A litván bajnokságot eddig ötször, 1985-ben, 1993-ban, 1995-ben, 2005-ben, 2008-ban és 2010 nyerték meg, ezenkívül már a kupát és a szuperkupát is elhódították háromszor, illetve kétszer.
2004-ben, mérkőzések manipulálásának gyanúja miatt kizárták az első osztályból, ám ezt a határozatot egy nappal később visszavonták.

## Sikerek
- Bajnok: 6

1985, 1993, 2005, 2008, 2009, 2010
- Kupagyőztes: 4

1985, 1998, 2000, 2010
- Szuperkupa-győztes: 3

1998, 2006, 2010
Megjegyzés: A dőlten jelölt években nyert címek nem hivatalosak (Litvánia függetlensége előtt, a Szovjetunió idején szerezte).

## Litván bajnokság
| Szezon    | Szint | Līga   | Helyezés | web         |
| --------- | ----- | ------ | -------- | ----------- |
| 1991      | 1.    | A lyga | 4.       | [ 1 ]       |
| 1991–1992 | 1.    | A lyga | 5.       | [ 2 ]       |
| 1992–1993 | 1.    | A lyga | 1.       | [ 3 ]       |
| 1993–1994 | 1.    | A lyga | 3.       | [ 4 ]       |
| 1994–1995 | 1.    | A lyga | 8.       | [ 5 ]       |
| 1995–1996 | 1.    | A lyga | 7.       | [ 6 ]       |
| 1996–1997 | 1.    | A lyga | 5.       | [ 7 ]       |
| 1997–1998 | 1.    | A lyga | 3.       |             |
| 1998–1999 | 1.    | A lyga | 4.       | [ 8 ]       |
| 1999      | 1.    | A lyga | 5.       | [ 9 ]       |
| 2000      | 1.    | A lyga | 4.       | [ 10 ]      |
| 2001      | 1.    | A lyga | 4.       | [ 11 ]      |
| 2002      | 1.    | A lyga | 3.       | [ 12 ]      |
| 2003      | 1.    | A lyga | 2.       | [ 13 ]      |
| 2004      | 1.    | A lyga | 2.       | [ 14 ]      |
| 2005      | 1.    | A lyga | 1.       | [ 15 ]      |
| 2006      | 1.    | A lyga | 2.       | [ 16 ]      |
| 2007      | 1.    | A lyga | 3.       | [ 17 ]      |
| 2008      | 1.    | A lyga | 1.       | [ 18 ]      |
| 2009      | 1.    | A lyga | 1.       | [ 19 ]      |
| 2010      | 1.    | A lyga | 1.       | [ 20 ]      |
| 2011      | 1.    | A lyga | 1.       | [ 21 ]      |
| 2012      | 1.    | A lyga | 1.       | [ 22 ]      |
| 2013      | 1.    | A lyga | 3.       | [ 23 ]      |
| 2014      | 1.    | A lyga | 6.       | [ 24 ]      |
| 2015      | x     | x      | x        | összeomlott |

## Eddigi edzők
| Időszak   | Név                 |
| --------- | ------------------- |
| 1964–1980 | V.Daunoras          |
| 1980–1989 | Mindaugas Kaušpėdas |
| 1989–2007 | Virginijus Liubšys  |
| 2007–2008 | Saulius Širmelis    |
| 2008–     | Valdas Urbonas      |

## Ismertebb játékosok
| - Vytautas Apanavičius - Stasys Baranauskas - Audrius Banevičius - Deimantas Bička - Darius Butkus - Deividas Česnauskis - Edgaras Česnauskis - Artūras Fomenka - Mindaugas Gardzijauskas - Dainius Gleveckas - Paulius Grybauskas - Vitalijus Kavaliauskas - Albertas Klimavičius - Arunas Klimavičius - Linas Klimavičius - Aurimas Kučys - Povilas Lukšys - Egidijus Majus | - Saulius Mikoliūnas - Valerijus Mižigurskis - Gediminas Paulauskas - Laurynas Rimavičius - Dainius Saulėnas - Mantas Savėnas - Marius Skinderis - Alfredas Skroblas - Arvydas Skrupskis - Marius Stankevičius - Irmantas Stumbrys - Andrius Šidlauskas - Vaidotas Šlekys - Valdas Trakys - Valdas Urbonas - Egidijus Varnas - Raimondas Vileniškis | - Favio Duran - Vitalij Makrickij - Stephen Ademolu - Taavi Rähn - George Berianidze - Pavels Davidovs - Sergei Vlasiks - Ruslans Mihalcuks - Serghei Pogreban - Bogdan Stefanovič - Dušan Matovič |

## Külső hivatkozások
- Hivatalos weboldal (litvánul)
- Szurkolói oldal